# Sascha Klein
Sascha Klein (Eschweiler, 12 september 1985) is een Duitse schoonspringer. Hij nam deel aan de Olympische Zomerspelen 2008 en won daar een zilveren medaille op het synchroonspringen van op 10 meter samen met ploeggenoot Patrick Hausding. Goud ging naar Chinezen Yue Lin en Liang Huo. De bronzen medaille werd behaald door Russische duo Gleb Galperin en Dmitri Dobroskok.

## Olympische medailles
- Peking 2008
  -  - Schoonspringen, 10 meter platform, synchroon (met Patrick Hausding)